# تارووو
تارووو (به لهستانی:  Tarłów) یک روستا در لهستان است که در گمینا تارووو واقع شده‌است. تارووو ۷۹۰ نفر جمعیت دارد.